# Ophioscolex corynetes
Ophioscolex corynetes är en ormstjärneart som först beskrevs av Clark 1911.  Ophioscolex corynetes ingår i släktet Ophioscolex och familjen skinnormstjärnor. Inga underarter finns listade i Catalogue of Life.